# Джонні Гансен
Джонні Хансен (дан. Johnny Hansen, нар. 14 листопада 1943, Вайле) — данський футболіст, що грав на позиції захисника.
Виступав, зокрема, за клуб «Баварія», а також національну збірну Данії.

## Клубна кар'єра
У дорослому футболі дебютував 1963 року виступами за команду клубу «Вайле», в якій провів п'ять сезонів, взявши участь у 150 матчах чемпіонату. 1967 року був визнаний найкращим футболістом Данії.
У 25 років став професіоналом і перейшов до західнонімецького «Нюрнберга» (данський футбол у той час був лише аматорським). За підсумками першого сезону команда залишила бундеслігу і наступний чемпіонат провела у другому за рівнем дівізіоні німецького футболу.
Своєю грою за останню команду привернув увагу представників тренерського штабу клубу «Баварія», до складу якого приєднався 1970 року. Відіграв за мюнхенський клуб наступні шість сезонів своєї ігрової кар'єри. Більшість часу, проведеного у складі мюнхенської «Баварії», був основним гравцем захисту команди. За цей час тричі виборював титул чемпіона Німеччини, ставав володарем Кубка Німеччини, володарем Кубка чемпіонів УЄФА (тричі).
Завершив професійну ігрову кар'єру у клубі «Вайле» з рідного міста, у складі якого свого часу розпочинав шлях у великому футболі. Прийшов до команди 1976 року, захищав її кольори до припинення виступів на професійному рівні у 1978. За цей час додав до переліку своїх трофеїв титули чемпіона і володаря кубка Данії.

## Виступи за збірну
1965 року дебютував в офіційних матчах у складі національної збірної Данії. Протягом кар'єри у національній команді, яка тривала 14 років, провів у формі головної команди країни 45 матчів, забивши 3 голи.

## Титули і досягнення

### Командні
- Переможець Кубка чемпіонів (3): 1974, 1975, 1976
- Чемпіон Німеччини (3): 1972, 1973, 1974
- Володар Кубка Німеччини (1): 1971
- Чемпіон Данії (1): 1978
- Володар Кубка Данії (1): 1977

### Особисті
- Найкращий футболіст Данії (1): 1967